# Scopella marginata
Scopella marginata là một loài thực vật có hoa trong họ Cucurbitaceae. Loài này được (Blume) W.J. de Wilde & Duyfjes mô tả khoa học đầu tiên năm 2006.